# Luo'en Xiang
Luo'en Xiang (kinesiska: 洛恩, 洛恩乡) är en socken i Kina. Den ligger i provinsen Yunnan, i den sydvästra delen av landet, omkring 210 kilometer söder om provinshuvudstaden Kunming. Antalet invånare är 23 511. Befolkningen består av 11 627 kvinnor och 11 884 män. Barn under 15 år utgör 31 %, vuxna 15-64 år 63 %, och äldre över 65 år 5,0 %.
Genomsnittlig årsnederbörd är 1 348 millimeter. Den regnigaste månaden är juli, med i genomsnitt 291 mm nederbörd, och den torraste är februari, med 17 mm nederbörd.